# Upsilon Andromedae b
Saffar
Upsilon Andromedae b (couramment abrégée υ And b) ou Saffar est une exoplanète située à 44 années-lumière (13,5 pc) du Soleil, dans la constellation d'Andromède, une dizaine de degrés à l'est de la Galaxie d'Andromède. C'est la planète orbitant le plus près d'upsilon Andromedae A, une étoile de la séquence principale de type spectral F8V, d'environ 1,3 masse solaire et 3,3 milliards d'années, donc semblable au Soleil mais plus jeune, plus massive et plus lumineuse.
Cette étoile binaire, dont le compagnon est upsilon Andromedae B, une naine rouge de type spectral M4.5V orbitant à au moins 750 UA de l'étoile principale, possède un système planétaire dont quatre corps ont été identifiés à ce jour :
| Planète                                  | Masse (MJ)      | Demi-grand axe (UA) | Période orbitale (d) | Excentricité      |
| ---------------------------------------- | --------------- | ------------------- | -------------------- | ----------------- |
|                                          |                 |                     |                      |                   |
| υ And b                                  | 1,4             | 0,0595 ± 0,0034     | 4,617136 ± 0,000047  | 0,013 ± 0,016     |
| υ And c                                  | 13,98+2.3 −5.3  | 0,832 ± 0,048       | 241,33 ± 0,20        | 0,224 ± 0,021     |
| υ And d                                  | 10,25+0.7 −3.3  | 2,53 ± 0,15         | 1 278,1 ± 2,9        | 0,267 ± 0,021     |
| υ And e                                  | ≥ 1,059 ± 0,028 | 5,2456 ± 0,00067    | 3 848,86 ± 0,74      | 0,00536 ± 0,00044 |
|                                          |                 |                     |                      |                   |
| Système planétaire d'upsilon Andromedae. |                 |                     |                      |                   |

υ And b aurait une inclinaison d'environ 25°, d'où une masse estimée à 1,4 masse jovienne. Elle boucle son orbite en un peu plus de 4,6 jours à 0,06 UA de son étoile, ce qui est particulièrement proche et est à l'origine de températures en surface vraisemblablement élevées. C'est en mesurant le spectre infrarouge de cet astre qu'on a découvert, de façon totalement inattendue, que son point chaud ne se situe pas au niveau de son point substellaire, là où l'étoile serait vue au zénith depuis la surface de la planète, mais 80° en avant, près du terminateur. Ce décalage du point chaud pourrait résulter d'ondes de choc provoquées par des vents particulièrement violents, ou encore d'interactions magnétiques entre l'étoile et la planète.

## Découverte
Comme pour la plupart des autres exoplanètes, Upsilon Andromedae b n'a été détectée qu'indirectement, en évaluant les variations de vitesse radiale de son étoile (des variations engendrées par la gravité de cette planète, mises en évidence par la mesure de l'effet Doppler du spectre d'Upsilon Andromedae A). La découverte de cette planète fut rendue publique en juin 1997, conjointement avec celle des planètes 55 Cancri b et Tau Bootis Ab.

## Désignation
Upsilon Andromedae b a été sélectionnée par l'Union astronomique internationale (IAU) pour la procédure NameExoWorlds, consultation publique préalable au choix de la désignation définitive de 305 exoplanètes découvertes avant le 31 décembre 2008 et réparties entre 260 systèmes planétaires hébergeant d'une à cinq planètes. La procédure, qui a débuté en juillet 2014, s'achèvera en août 2015, par l'annonce des résultats, lors d'une cérémonie publique, dans le cadre de la XIXe Assemblée générale de l'IAU qui se tiendra à Honolulu (Hawaï).
Le nom sélectionné est Saffar.